# 鄭澤雄
鄭澤雄（1926年5月16日—1950年11月29日），家族曾改姓大脇（日语：おおわき），臺灣高雄州澎湖郡馬公街（現澎湖縣馬公市）出身，澎湖初水產職業學校英語教師。高雄中學校畢業後，在1945年進入台灣省立師範學院就讀，1947年間因受學長陳水木吸收加入中國共產黨台灣省工作委員會（省工委）。1948年返鄉擔任教職，1950年在澎湖住處被逮捕，同年11月29日遭槍決，白色恐怖受難者。

## 生平
鄭澤雄出生於1926年5月16日（大正15年），為家中長子，暱稱「たくよう」，父親鄭大洽於日治時期出任馬公街役場書記，家族曾改過日本姓氏大脇。鄭澤雄1944年高雄中學畢業後，考入臺灣總督府臺北高等學校。1947年二二八事件之後，許多臺灣人對政府失望，1947年10月，鄭澤雄受雄中學長陳水木介紹加入中國共產黨台灣省工作委員會（省工委），吸收林榮輝、張金丙加入，並先後受陳金目、吳瑞爐領導，隸屬於徐懋德與李水井領導的中國共產黨台灣省工作委員會學生工作委員會（學工委）。
鄭澤雄畢業後到澎湖省立初級水產職業學校（今澎湖海事水產職業學校）擔任英語教員，1950年省工委書記蔡孝乾變節，供出大批人員名單，導致中國共產黨在臺組織瓦解，1950年5月10日李水井與吳思漢被捕，保密局循線逮補25人，並由此25人擴及省工委、學工委及各省工委支部，鄭澤雄也遭到逮捕。李水井在軍法局審訊期間主張全盤托出，張志忠則主張堅守秘密；陳英泰先生回憶指出當時保密局以輕判作為誘餌獲取情報，張志忠認為若全盤托出必遭判死刑，李水井則認為多數領導應可獲得幾個月牢獄的輕判。
由於韓戰爆發後中華民國政府立場轉趨強硬，李水井和盤托出後並未獲得減刑。1950年11月14日，李水井和鄭澤雄等人依照《懲治叛亂條例》第二條第一項判處死刑，同年11月29日，臺灣省警備總司令部保安處宣判死刑後即刻送臺北市馬場町槍決，同時遭槍決者學工委案相關支部書記楊廷椅、鄭文峰、陳水木、黃師廉、陳金目、賴裕傳、王超倫、吳瑞爐、葉盛吉共十一人。
鄭澤雄娶西嶼名醫劉德壹之女劉愛珠（劉氏母親為長野人）為妻，遭槍決時年僅25歲，遺留一尚在襁褓之中的女兒，現已過世，其旁系遺族尚存故居。

## 平反
2018年10月5日，促進轉型正義委員會促轉三字第1075300110B號函文，正式撤銷受難者林慶雲君等1,270人之刑事有罪判決暨其刑，其中（39）安潔字第 2302 號，有關鄭澤雄共同以非法方法意圖顛覆政府、而著手實行之有罪判決暨其刑及沒收之宣告正式撤銷。